# Bolschoje Sorokino
Bolschoje Sorokino (russisch Большо́е Соро́кино) ist ein Dorf (selo) in der Oblast Tjumen in Russland mit 5317 Einwohnern (Stand 14. Oktober 2010).

## Geographie
Der Ort liegt knapp 270 km Luftlinie ostsüdöstlich des Oblastverwaltungszentrums Tjumen im Westsibirischen Tiefland. Er befindet sich am Oberlauf des linken Ischim-Nebenflusses Ik.
Bolschoje Sorokino ist Verwaltungszentrum des Rajons Sorokinski sowie Sitz der Landgemeinde Sorokinskoje selskoje posselenije, zu der außerdem die Dörfer Nowonikolajewka (10 km nordwestlich), Nowotroizk (9 km östlich), Ossinowka (7 km südöstlich), Strelzowka (6 km nordöstlich) und Woskressenka (13 km südsüdöstlich) gehören.

## Geschichte
Das Dorf wurde 1762 (nach anderen Angaben bereits 1747) von umgesiedelten Donkosaken gegründet und zunächst als Sorokino bezeichnet. 1871 wurde es bereits als Bolschoje Sorokino („Groß-Sorokino“) geführt und war Sitz einer Wolost. Im November 1923 wurde Bolschoje Sorokino Verwaltungssitz des Bolschesorokinski rajon, und dessen Bezeichnung am 1. April 1925 auf den heutigen verkürzt. Von 1. Januar 1932 bis 25. Januar 1935 und von 1. Februar 1963 bis 12. Januar 1965 war der Rajon aufgelöst und sein Territorium jeweils dem südlich benachbarten Ischimski rajon zugeordnet.

### Bevölkerungsentwicklung
| Jahr | Einwohner |
| ---- | --------- |
| 1871 | 585       |
| 1903 | 779       |
| 1939 | 2112      |
| 1959 | 3697      |
| 1970 | 5104      |
| 1979 | 5855      |
| 1989 | 6167      |
| 2002 | 5497      |
| 2010 | 5317      |

Anmerkung: ab 1939 Volkszählungsdaten

## Verkehr
Bolschoje Sorokino liegt an der Regionalstraße 71N-1502, Teil der Verbindung zwischen dem südlich benachbarten, 60 km entfernten Rajonzentrum Ischim und dem östlich benachbarten, gut 50 km entfernte Wikulowo. In Ischim besteht Anschluss an die föderale Fernstraße R402 Tjumen – Omsk; dort befindet sich an der Transsibirischen Eisenbahn auch die nächstgelegene Bahnstation. Von Bolschoje Sorokino in das westlich benachbarte, 75 km entfernte Rajonzentrum Aromaschewo verläuft die 71N-1501.